# Чернігівська телевежа
Черні́гівська телеве́жа — вежа зі сталевих трубних конструкцій, що знаходиться у місті Чернігів. Побудована за типовим вкороченим проєктом 3803-КМ з подальшим демонтуванням одного з майданчиків. Висота споруди 148 метрів, висота над рівнем моря 127 м.

## Історія

### Передісторія
У п'ятдесяті роки ХХ сторіччя у Чернігівській області прийом радіопрограм здійснювався на напівпрофесійні приймачі з радіотранслятора, що був у місті Бровари Київської області. Районні радіовузли підсилювали прийняті сигнали і транслювали їх через мережу дротового мовлення на гучномовці, що були в більшості осель області.
Безпосередньо до Чернігова програма українського радіо передавалася з Києва по апаратурі багатоканального телефонного зв'язку на міський радіовузол проводового мовлення і далі за наведеною вище схемою — у квартири мешканців міста та прилеглих до нього сіл.
Міський радіовузол був розташований в одноповерховому будинку біля базару (нинішній Центральний ринок) та Воскресенської церкви по вулиці Робочій, 7. Надалі, коли була збудована будівля Головпоштамту, радіовузол був переведений до нього, а потім — на територію нинішньої телевізійної станції, тобто туди, де вона знаходиться на даний час.
Програма центрального телебачення транслювалася передавачем малої потужності на п'ятому каналі з маленького будиночка на Лісковиці — біля Будинку культури будівельників (у районі тюрми та кургану Чорна могила). Цей будинок також зберігся по сьогоднішній день. Антена була розташована на дерев'яному стовпі висотою біля двадцяти метрів.

### Створення
25 червня 1956 року виконкомом Чернігівської міської ради депутатів трудящих було прийняте рішення про будівництво в місті Чернігові телевізійної ретрансляційної станції на виконання постанови Ради Міністрів СРСР від 26 вересня 1955 року. Були залучені до дольової участі в будівництві підприємства міста Чернігова. Камвольно-суконний комбінат, наприклад, виділив на будівництво три з половиною мільйони карбованців, фабрика музичних інструментів — 500 тисяч карбованців, меблева фабрика та ремзавод «Жовтневий молот» — по 200 тисяч карбованців.
Під радіотелевізійну ретрансляційну станцію місцева влада виділила земельну ділянку площею близько півтора гектара. Розпочате 1957 року будівництво було завершене наприкінці осені 1959.
Наказом Міністерства зв'язку УРСР від 19 грудня 1959 року була створена державна комісія з прийому в експлуатацію телевізійної ретрансляційної станції в місті Чернігові. 24 грудня цього ж року був підписаний відповідний акт, хоча пробна трансляція була розпочата ще з 1 грудня того ж 1959 року.
На той час станція мала одноповерхову технічну будівлю, у двох залах якої — телевізійному та радіомовному — були встановлені потужні передавачі. З телевізійного залу на шостому каналі велось мовлення передавачем потужністю 5 кіловат французького виробництва. Він транслював програму центрального телебачення. Місцевого на той час іще не було.
Два радіомовні передавачі, які працювали в діапазоні ультракоротких хвиль, потужністю по 3 кіловати кожний (виробник передавачів — Угорська республіка) транслювали програми Українського радіо та програму «Промінь».
Антенна вежа, з якої радіо і телесигнали йшли в ефір, являла собою споруду висотою 148 метрів плюс висота самої антени. Загальна висота приблизно 159 метрів. Телевізійний та радіомовний сигнали після її введення в експлуатацію можна було приймати на відстані 60 кілометрів від центру мовлення, тобто від Чернігова.
Сільські та районні радіовузли замість прийому сигналу київської довгохвильової радіостанції почали приймати програми через чернігівську ультракороткохвильову станцію і транслювати їх через мережу дротового мовлення. У 1973 році була збудована триповерхова технічна будівля під другу телевізійну програму українського телебачення, яку транслював 5-кіловатний передавач чеського виробництва.

### Сьогодення
На сьогоднішній день по всій Чернігівській області працюють півтори сотні фахівців. Вони обслуговують одинадцять об'єктів, подібних до чернігівської радіотелевежі.

## Радіомовлення
- 70.79 — Світле радіо Еммануїл
- 88.7 — Українське радіо / Українське Радіо. Чернігів
- 92.0 — One FM
- 98.2 — Радіо Культура
- 102.4 — ТІМ FM
- 105.4 — Люкс FM

## Телебачення

### Цифрове мовлення
- 5. 7-й мультиплекс
- 22. 1-й мультиплекс
- 34. 2-й мультиплекс
- 35. 3-й мультиплекс
- 61. 5-й мультиплекс